# Hippodrome d'Alençon
 (mars 2025).
Si vous disposez d'ouvrages ou d'articles de référence ou si vous connaissez des sites web de qualité traitant du thème abordé ici, merci de compléter l'article en donnant les références utiles à sa vérifiabilité et en les liant à la section « Notes et références ».
L’hippodrome d'Alençon se situe à Alençon dans l'Orne (Normandie).

## Historique
La Société des courses d'Alençon, créée le 7 janvier 1885, déclarée sous le régime de la loi de 1901 le 24 janvier 1902, gère les activités proposées sur l'hippodrome..
C'est un hippodrome de trot avec une piste de 1 200 m en herbe avec corde à gauche, la saison des courses se situe souvent d'avril à juin et de septembre à octobre.
L'hippodrome possédait également des courses de galop, supprimées il y a plusieurs années[Quand ?].
En moyenne, neuf courses hippiques de trot attelé ou monté sont inscrites au programme des six réunions annuelles. La qualité de la piste en herbe de l'hippodrome lui vaut d'accueillir des épreuves d'importance telles que courses à support PMU ou des étapes du Trophée Vert.
Les étapes du Trophée Vert à Alençon : 2002, 2004, 2005, 2007, 2011, 2013, 2015, 2017, 2019, 2022, et 2024[réf. à confirmer].
La Société des courses d'Alençon est jumelée avec la Société des courses d'Auch depuis 1988.